# Beara nubiferella
Beara nubiferella är en fjärilsart som beskrevs av Walker 1866. Beara nubiferella ingår i släktet Beara och familjen trågspinnare. Inga underarter finns listade i Catalogue of Life.